# 巴力安尼
巴力安尼（或稱巴力亞尼），是馬來西亞柔佛州峇株巴轄縣的一個城鎮，位於四加亭議會選區。由於地勢相對平坦及擁有多條水道，因而被命名“Parit”（意指“海溝”）。

## 設施
- 國油
- 巴力安尼安寧華小